# Hvězda severu (film, 1982)
Hvězda severu (v originále L'Étoile du Nord) je francouzský hraný film z roku 1982 režírovaný Pierrem Granierem-Deferrem podle románu Le Locataire od Georgese Simenona. Po filmech z let 1939 a 1947 se jedná  o třetí adaptaci tohoto románu.

## Děj
Během třicátých let se Édouard Binet, dobrodruh, který byl léta v Egyptě, setkal s bohatým obchodníkem Nemrodem Loktumem a mladou belgickou tanečnicí Sylvie Baronovou. Cestuje s nimi vlakem Étoile du Nord z Paříže do Bruselu. Loktum je ve vlaku zavražděn. Édouard začíná vztah se Sylvií. Po příjezdu do Belgie se nastěhuje k matce Sylvie, která provozuje rodinný penzion v Charleroi. Navzdory podezření Sylviiny mladší sestry Antoinetty a ostatních obyvatel je madame Baronová okouzlena Édouardovými nepravděpodobnými příběhy a jeho elegantními způsoby. Policie ho ale najde a zatkne. Je odsouzen ke galejím. Madame Baronová jde na nábřeží Ile de Ré s rodinami ostatních odsouzených, když jsou odvedeni na loď, která je dopraví na galeje.

## Obsazení
| Simone Signoretová  | paní Baronová |
| Philippe Noiret     | Edouard Binet |
| Fanny Cottençonová  | Sylvie        |
| Jean-Pierre Klein   | Moïse         |
| Julie Jézéquel      | Antoinette    |
| Jean Rougerie       | pan Baron     |
| Jean-Yves Chatelais | Valesco       |
| Michel Koniecny     | Domb          |
| Jean Dautremay      | inženýr       |
| Patricia Malvoisin  | Arlette       |
| Gamil Ratib         | Nemrod Loktum |
| Liliana Gerace      | Jasmina       |
| Pierre Forget       | Albert        |

## Ocenění
César: vítěz v kategoriích nejlepší herečka ve vedlejší roli (Fanny Cottençonová) a nejlepší adaptace (Jean Aurenche, Pierre Granier-Deferre a Michel Grisolia); nominace v kategoriích nejlepší herečka (Simone Signoretová), nejslibnější herečka (Julie Jézéquel) a nejlepší střih (Jean Ravel)